# Pavel Schenk
Pavel Schenk   (Borotín, 27 de juny de 1941) és un exjugador de voleibol txec que va competir sota bandera txecoslovaca durant les dècades de 1960 i 1970.
El 1964 va prendre part en els Jocs Olímpics de Tòquio, on guanyà la medalla de plata en la competició de voleibol. Quatre anys més tard, als Jocs de Ciutat de Mèxic, guanyà la medalla de bronze en la mateixa competició. La tercera i darrera participació en uns Jocs fou el 1972, a Múnic, on fou sisè en la competició de voleibol. En el seu palmarès també destaquen una medalla d'or (1966) i una de plata (1962) al Campionat del Món de voleibol, i dues de plata (1967 i 1971) al Campionat d'Europa. Posteriorment va exercir d'entrenador en diversos equips txecs i eslovacs.